# نادی‌پال
نادْیْ‌پال (به مجاری:  Nagypall) یک شهرداری در مجارستان است که در بارانیا واقع شده‌است. نادی‌پال ۷٫۱۳ کیلومتر مربع مساحت و ۴۳۸ نفر جمعیت دارد.